# Ulrik Laursen
Ulrik Laursen (Odense, 28 febbraio 1976) è un ex calciatore danese, difensore.

## Carriera

### Club
Ha giocato nella prima divisione danese ed in quella scozzese.

### Nazionale
Ha giocato nelle nazionali giovanili danesi Under-19 ed Under-21.
Tra il 2007 ed il 2008 ha totalizzato complessivamente 5 presenze ed una rete con la nazionale maggiore danese.

## Statistiche

### Cronologia presenze e reti in nazionale
| Cronologia completa delle presenze e delle reti in nazionale ― Spagna | Cronologia completa delle presenze e delle reti in nazionale ― Spagna | Cronologia completa delle presenze e delle reti in nazionale ― Spagna | Cronologia completa delle presenze e delle reti in nazionale ― Spagna | Cronologia completa delle presenze e delle reti in nazionale ― Spagna | Cronologia completa delle presenze e delle reti in nazionale ― Spagna | Cronologia completa delle presenze e delle reti in nazionale ― Spagna | Cronologia completa delle presenze e delle reti in nazionale ― Spagna |
| Data                                                                  | Città                                                                 | In casa                                                               | Risultato                                                             | Ospiti                                                                | Competizione                                                          | Reti                                                                  | Note                                                                  |
| --------------------------------------------------------------------- | --------------------------------------------------------------------- | --------------------------------------------------------------------- | --------------------------------------------------------------------- | --------------------------------------------------------------------- | --------------------------------------------------------------------- | --------------------------------------------------------------------- | --------------------------------------------------------------------- |
| 13-10-2007                                                            | Aarhus                                                                | Danimarca                                                             | 1 – 3                                                                 | Spagna                                                                | Qual. Euro 2008                                                       | -                                                                     |                                                                       |
| 17-10-2007                                                            | Copenaghen                                                            | Danimarca                                                             | 3 – 1                                                                 | Lettonia                                                              | Qual. Euro 2008                                                       | -                                                                     | 32’                                                                   |
| 21-11-2007                                                            | Copenaghen                                                            | Danimarca                                                             | 4 – 0                                                                 | Islanda                                                               | Qual. Euro 2008                                                       | -                                                                     |                                                                       |
| 6-2-2008                                                              | Nova Gorica                                                           | Slovenia                                                              | 1 – 2                                                                 | Danimarca                                                             | Amichevole                                                            | -                                                                     |                                                                       |
| 26-3-2008                                                             | Herning                                                               | Danimarca                                                             | 1 – 1                                                                 | Rep. Ceca                                                             | Amichevole                                                            | -                                                                     |                                                                       |
| Totale                                                                |                                                                       | Presenze                                                              | 4                                                                     |                                                                       | Reti                                                                  | 0                                                                     |                                                                       |

## Palmarès

### Club

#### Competizioni nazionali
- Campionato danese: 2

Copenaghen: 2008-2009, 2009-2010
- Coppa di Danimarca: 2

Copenaghen: 2004, 2009
- Campionato scozzese: 1

Celtic: 2003-2004
- Coppa di Scozia: 2

Celtic: 2004, 2005